# Bluff Point State Park
Bluff Point State Park ist ein State Park im US-Bundesstaat Connecticut auf dem Gebiet der Gemeinde Groton. Der Park beinhaltet eine naturbelassene Halbinsel im Long Island Sound zwischen dem Poquonnock River und der Mumford Cove. Zu den landschaftlichen Elementen des Parks gehören eine Nehrung, hohe Klippen, Waldstücke und Gezeitenmarschen. Freizeitmöglichkeiten umfassen Bootfahren, Salzwasser-Angeln, Muschelfischen, sowie Wandern und Mountainbiken.

## Geschichte
Bluff Point ist seit dem 16. Jahrhundert als Aufenthaltsort von Indianern bekannt. Reverend William Hubbard behauptete, dass wohl schon um 1500 die Pequots aus dem Tal des oberen Hudson River nach Zentral- und Ost-Connecticut einwanderten. In seiner Narrative of the Troubles with the Indians in New-England von 1677 erzählt Hubbard, dass die Pequot das Gebiet besetzten, bevor die Plymouth Colony gegründet wurde und bezeichnet sie als Fremde aus dem Inneren des Kontinents. Archäologische, linguistische, und dokumentarische Beweise, die mittlerweile zugänglich sind, zeigen jedoch deutlich, dass die Pequot schon seit tausenden Jahren ein indigenes Volk in dem Gebiet waren. 1649 überließ die Town of New London dem John Winthrop the Younger ein Landstück, welches er zur Siedlung Winthrop's Neck ausbaute. Zu diesem Gebiet gehörte das Land, das heute Bluff Point State Park, Haley Farm State Park, Mumford Cove, und Groton Long Point ist. Später wurde das Gebiet aufgeteilt in Great Farm (Bluff Point) und Fort Hill Farm. Einige Zeit nach dem Pequot-Krieg wurde ein einzelnes Farmhouse auf dem Land gebaut, dessen Fundamente noch heute sichtbar sind. Angebaut wurden Blackberries und Äpfel, die bis heute auf dem Land vorkommen. Nach den Angaben von Groton Revisited wurde dieses Haus ungefähr 1712 von Edward Yeomans errichtet, auf Land, das von der Winthrop-Familie gepachtet war. Eine Legende erzählt, dass ein Findling am Strand, der heute als Split Rock bekannt ist, plötzlich mit dem Knall eines Kanonenschusses (the sound of a cannon shot) aufsprang. Dies geschah im Januar 1780. Leary schreibt, dass wahrscheinlich Wasser, das in eine vorhandene Spalte eingedrungen war, den Felsen beim Gefrieren sprengte.
Nach Maura Hallisey war Bluff Point 1914 ursprünglich als ein staatlicher Kurort geplant. 1892 eröffnete Walter Denison ein Sommerresort bei Bushy Point. Als nach 1900 das Interesse am Campen wuchs, wurde Bluff Point ein beliebtes Ausflugsziel. Zelte und Hütten wuchsen an zu einer kleinen Ansammlung von Sommerhäuschen. Zu den Hochzeiten bestanden 100 Häuschen in den 1930er Jahren. 1938 entschied sich der Eigentümer jedoch, die Unterverpachtung aufzugeben und die Gebäude abzureisen. Bevor sich jedoch ein Protest formieren konnte griff die Natur ein. Ein starker Hurrican erreichte am 21. September die Küste und fegte alle Gebäude bis auf Winthrop Place hinweg. 1907 umfasste Bluff Point 1135 acres Land, die so genannte Poquonnock Farm. Diese wurde an John Abbott Ackley verpachtet. Das nördliche Areal war Fort Hill, wo die ertragreichen Kartoffeläcker von Ackley's lagen. Während des Zweiten Weltkriegs nahm die Bundesregierung das Land in Besitz um temporäre Unterkünfte für die Arbeiter von Electric Boat zu schaffen. Das Winthrop House brannte am 14. September 1962 nieder. Nur der Kamin blieb erhalten. Er wurde später benutzt um den Kamin von Ebenezer Avery House zu Rekonstruieren, nachdem es nach Fort Griswold versetzt worden war.
1963 erwarb der Staat das westliche Drittel von Bluff Point von Henry A. Gardiner III. In dieser Zeit bemühte sich der Staat, das Land zu erwerben, weil es das letzte verbliebene Stück unentwickelter Küstenlinie un Connecticut war und seine felsigen Klippen an den schmalen Stränden seien charakteristisch für die Küste von Connecticut. Das Bluff Point Advisory Council, ein lokales Committee von Bürgergruppen und Regierungsvertretern drängten den Staat erfolgreich, das Land zu erwerben und zu schützen. 1975 wurde Bluff Point zum Coastal Reserve ernannt. Dieser Status gab dem Bluff Point State Park die höchste mögliche Schutzstufe im State Park System und hilft, die große Zahl von bedrohten Tier- und Pflanzenarten im Gebiet zu schützen.
Zugang zum Park besteht über die Interstate 95.

## Natur
Zu den Fischarten gehören Striped Bass, See-Forelle, Blaufisch und Summer Flounder.